# 世界の終わり (JIGGER'S SONの曲)
「世界の終わり」(せかいのおわり)は、日本のロックバンド、JIGGER'S SONのシングルである。

## 収録曲
1. 世界の終わり
2. ふらんす
3. 世界の終わり (オリジナル・インストゥルメンタル)